# Racskó Árpád
Racskó Árpád (Szolnok, 1930. július 17. – Kassa, 2015. január 2.) magyar származású szlovákiai szobrász.
Racskó a prágai Képzőművészeti Akadémia diákja volt, ott Jan Lauda műtermében tanult. Csehországban nagy hatással volt rá Josef Václáv Myslbek és Jan Štursa.

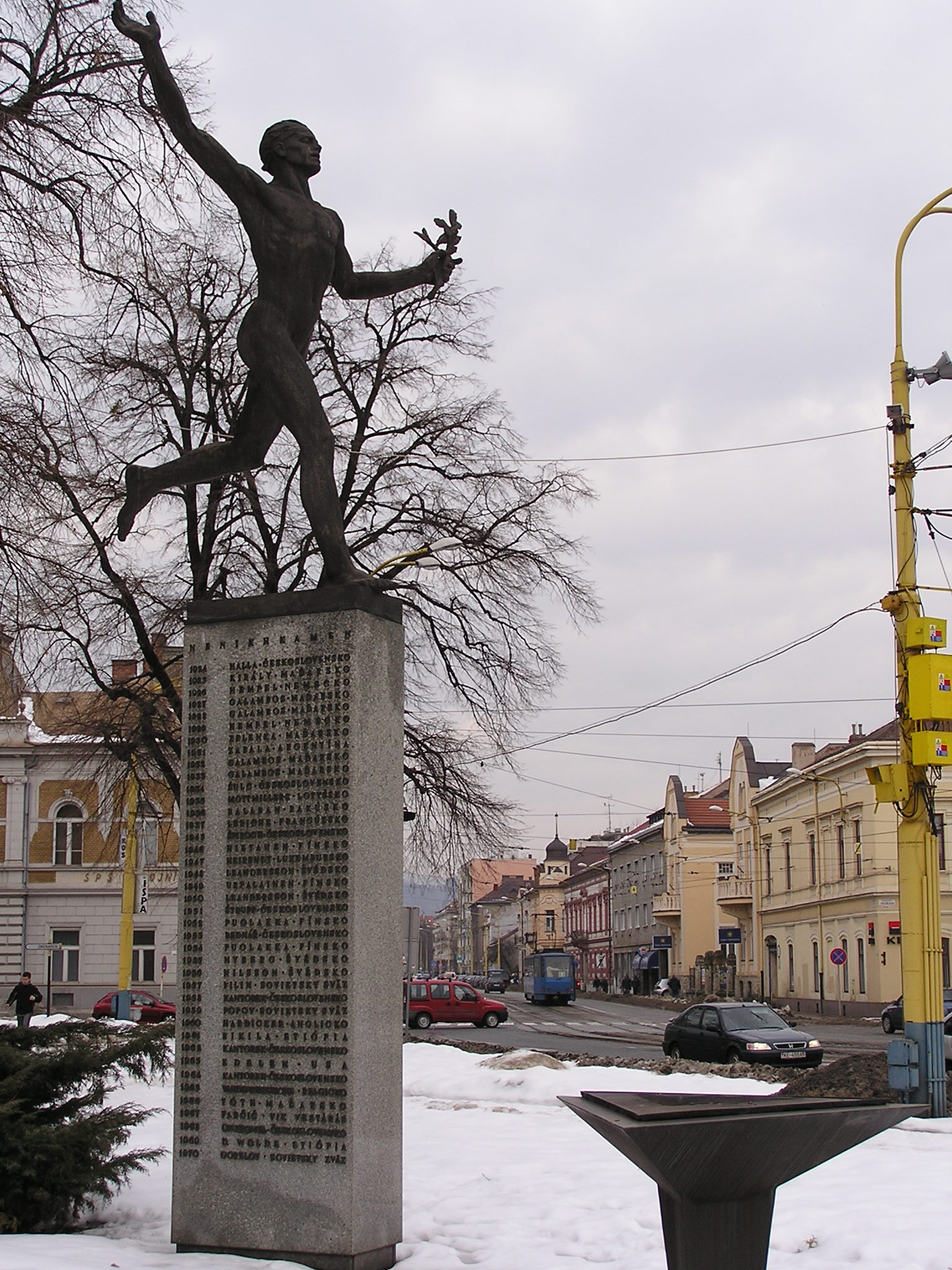
A Maraton-emlékmű Kassán

Racskó Árpád nevéhez több tucat szobor, portré és dombormű köthető. Művei közül a legismertebbek közé tartozik a kassai Maraton-emlékmű, illetve az ugyancsak a felvidéki városban található Kassa címere (1502) című alkotás.

## Fordítás
- Ez a szócikk részben vagy egészben  az   Arpád Račko című angol Wikipédia-szócikk ezen változatának fordításán alapul.  Az eredeti cikk szerkesztőit annak laptörténete sorolja fel. Ez a jelzés csupán a megfogalmazás eredetét és a szerzői jogokat jelzi, nem szolgál a cikkben szereplő információk forrásmegjelöléseként.